# Kalevi Lehtovirta
Kalevi „Kale“ Valdemar Lehtovirta (* 20. Februar 1928 in Turku; † 10. Januar 2016 ebenda) war ein  finnischer Fußball-, Eishockey- und Bandyspieler. 1951 wurde er als Fußballer des Jahres in Finnland ausgezeichnet.

## Karriere
Lehtovirta spielte für Turun Pyrkivä, Turun Weikot, Turku PS und Turun Toverit in Finnland. Nachdem er 1947 in der finnischen Nationalmannschaft debütiert hatte, nahm er mit der Mannschaft an den Olympischen Spielen 1952 teil. Dort schied sie nach einer 3:4-Niederlage gegen Österreich aus. 
Damit hatte er international auf sich aufmerksam gemacht und wechselte in die französische Division 1. Kalevi Lehtovirta gehörte gemeinsam mit Aulis Rytkönen und Nils Rikberg (beide FC Toulouse) zu den ersten finnischen Fußballprofis. Für Red Star Paris spielte er zwischen 1953 und 1957, bis er wieder nach Finnland zurückkehrte. 1958 wurde er für TPS Turku spielend gemeinsam mit Kai Pahlman (HPS Helsinki) Torschützenkönig der Mestaruussarja. 1959 beendete er seine Nationalmannschaftskarriere, in der er in 44 Spielen zwölf Tore erzielt hatte.
Neben Fußball spielte Lehtovirta auch Eishockey und Bandy, ehe er mit seinem Wechsel nach Frankreich 1953 Fußballprofi wurde. Im Fußball war er 1953 mit Pyrkivä Fußballmeister des Arbeitersportverbandes TUL geworden. 1947 und 1948 hatte er die Eishockeymeisterschaft gewonnen und 1951 und 1952 die Meisterschaft im Bandy.